# Марина Плотникова
Марина Владимировна Плотникова (рус. Мари́на Влади́мировна Пло́тникова; Зубрилово, Пензенска област, 11. мај 1974 — Зубрилово, Пензенска област, 30. јун 1991), ученица средње школе и прва жена херој Руске Федерације.

## Биографија
Марина Плотникова је рођена 11. маја 1974. године у селу Зубрилово, у близини градића Тамала, у Тамалском рејону, Пензенске области. Била је треће дете у многочланој породици са шесторо деце. Основну школу је завршила у родном селу. Као одлична ученица била је пионирка тј чланица Свесавезне лењинске пионирске организације, а касније је постала комсомолка, тј чланица Свесавезног лењинског комунистичког савеза омладине. Била је веома вредна и помагала је старијима. Године 1991. је завршила средњу школу у родном селу.
Лето 1991. године је било веома топло, па су се деца из њеног села током дана купала у реци Хопјор. Купали су се код старог млина, где се река савијала, а у центру је било мало острво са пешчаном обалом, прекривено врбама. Дана 30. јуна 1991. године, Марина је са две млађе сестре Жаном и Леном и другарицом Наташом Воробовом отишла на купање на Хопјор. Њена другарица Марина се мало одаљила од обале и одједном је почела да се дави. Марина је одмах утрчала у воду и одгурнула је од обалног грмља. Када се окренула Марина је видела да су њене сестре у страху пошле за њом и да их је ухватио вир и да су почеле да тону. Марина је успела да их спаси, али је сама, истрошивши сву снагу, нестала у виру. Сахрањена је у родном селу.
Трагична смрт седамнаестогодишње Марине, која је претходно спасила три особе, стекао је велику популарност код јавности. О њему се нашироко расправљало у регионалној штампи и међу становницима Пензенске области, током 1991. и 1992. године. Њен храбри подвиг је многе подсетио на подвиге деце хероја из Великог отаџбинског рата. За исказану храброст у спашавању три живота постхумно је 25. августа 1992. године указом председника Руске Федерације Бориса Јељцина проглашена за Хероја Руске Федерације. Ово почасно звање, успостављено је марта 1992. године по узору на претходно звање Хероја Совјетског Савеза, па је Марина била шеста награђена особа (пре ње ово звање су добила двојица космонаута и тројица пилота) и прва жена Херој Русије.